# Mindre sälgfly
Mindre sälgfly (Orthosia cruda) är en västpalearktisk fjärilsart som beskrevs av Michael Denis och Ignaz Schiffermüller 1775. Arten ingår i släktet Orthosia och familjen nattflyn.
Arten delas upp i två underarter:
- Orthosia cruda cruda – Västpalearktis
- Orthosia cruda illustris (Hreblay, 1993)[5] – typlokal; i närheten av orten Damlama i Turkiet.[6]

## Bildgalleri

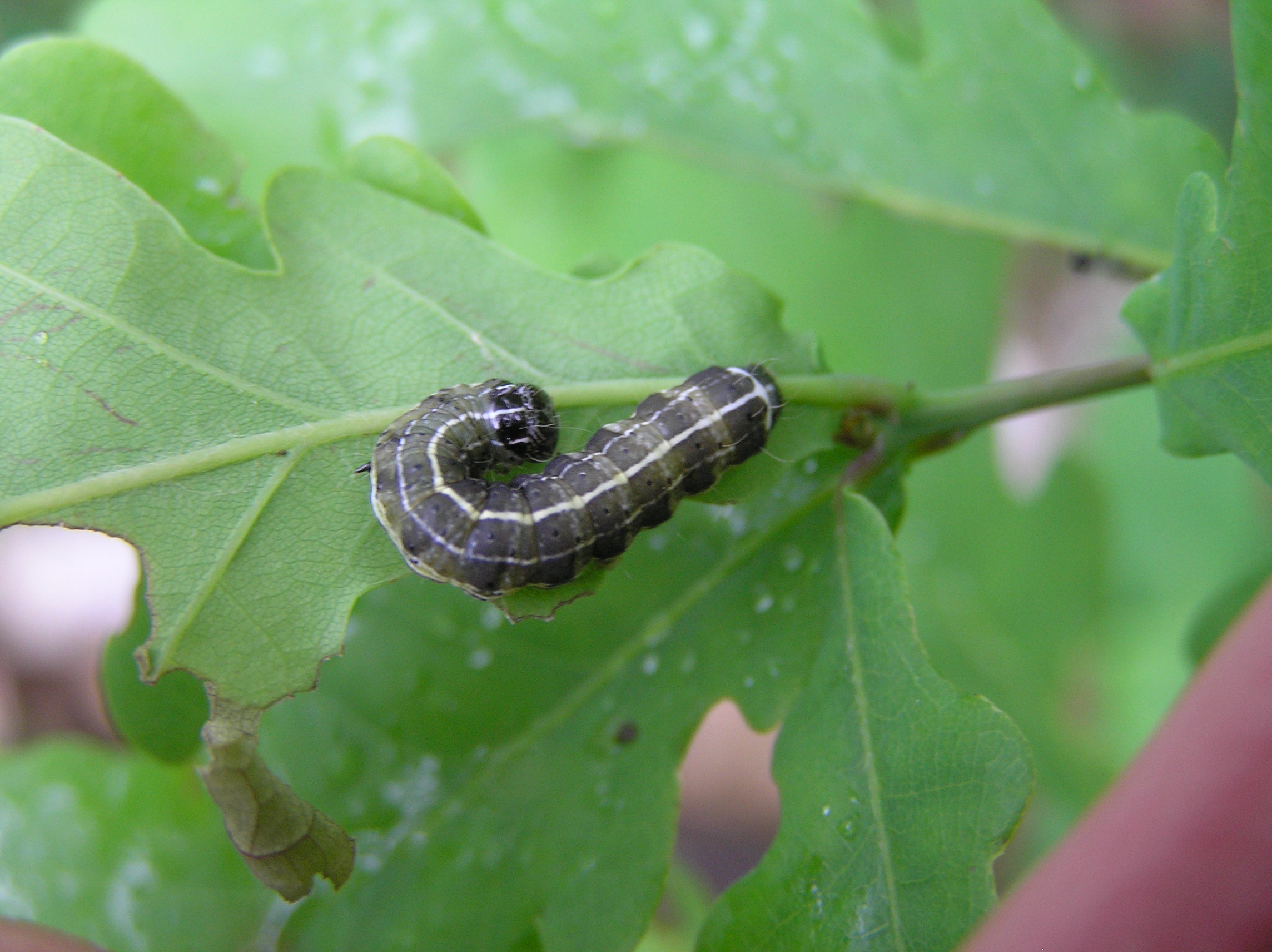
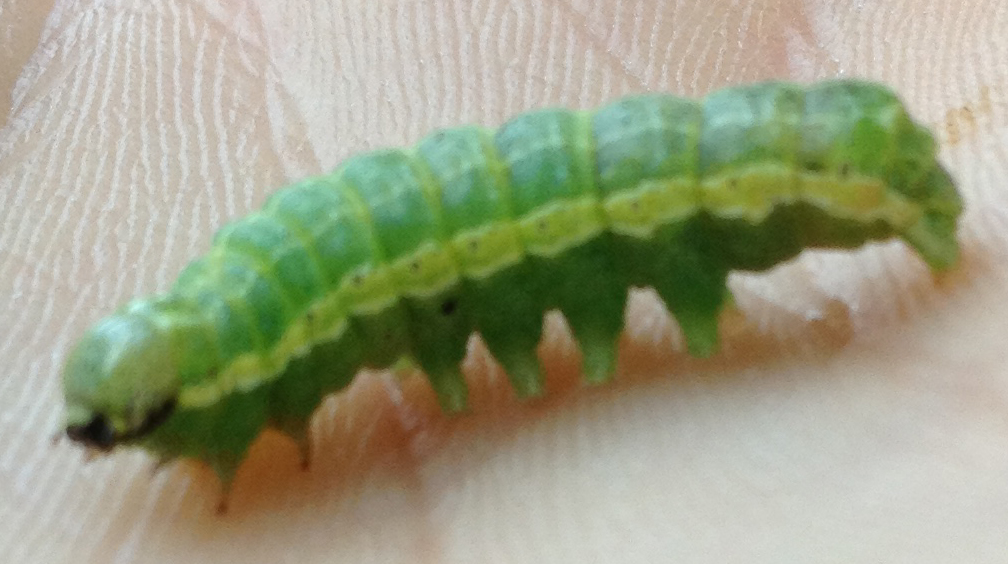
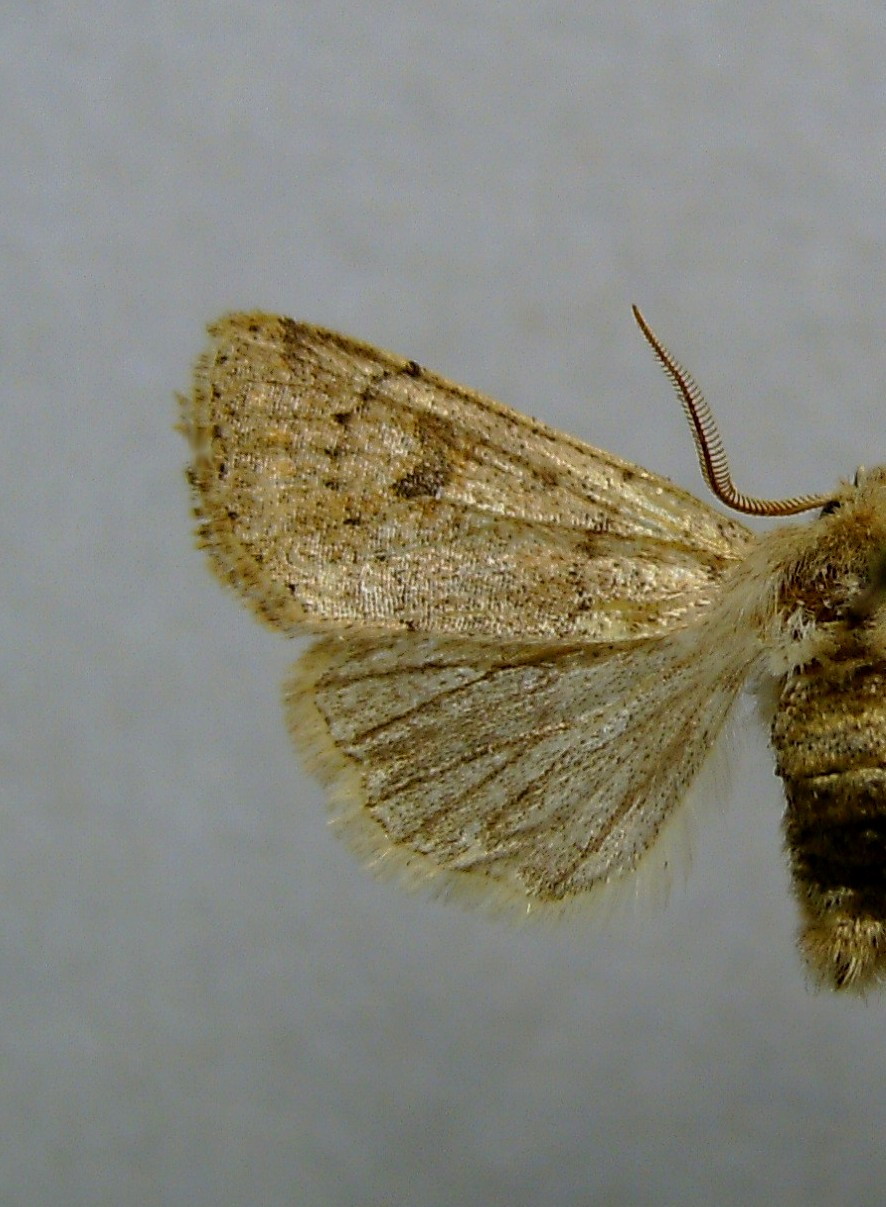
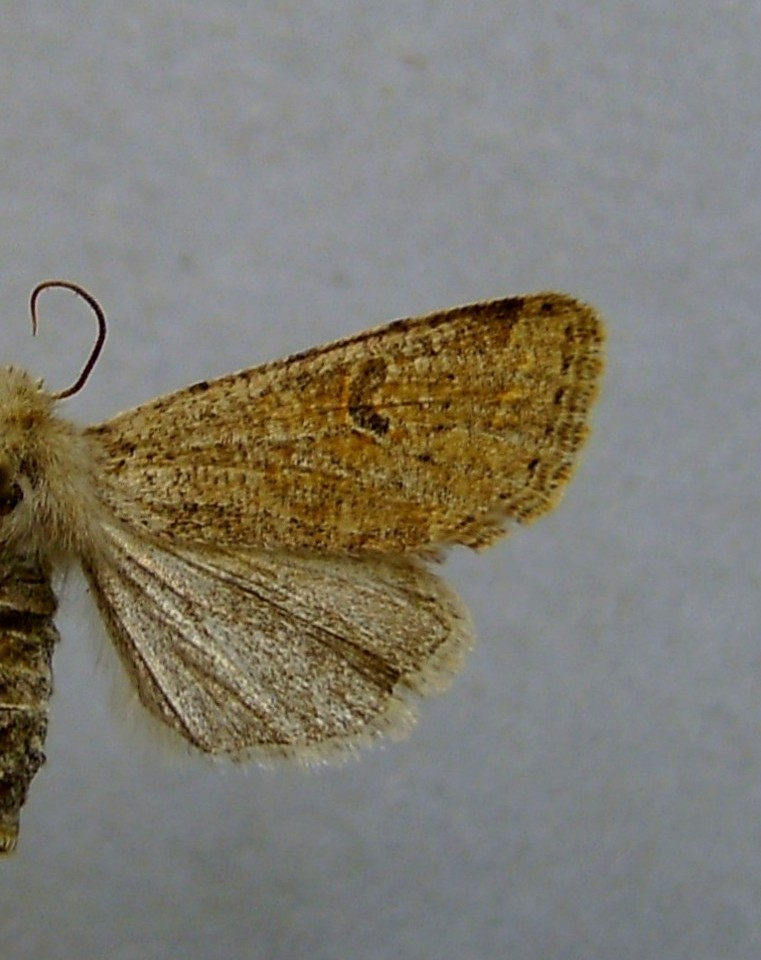